# Bosna (Thompsonova pjesma)
"Bosna" je pjesma hrvatskog pjevača Marka Perkovića Thompsona sa sedmog studijskog albuma Ora et labora, koja je objavljena u 2013. godini. Pjesma "Bosna" sadrži mnoge povijesne reference – o kralju Tomislavu, kraljici Katarini Kotromanić, Drinskim mučenicama itd.

## Tekst
Marko Perković Thompson - Bosna

## Članovi benda
- Marko Perković Thompson - vokal

- Tiho Orlić - bas-gitara, prateći vokal

- Duje Ivić - klavijature

- Ivica Bilić Ike - bubnjevi